# Жордан, Жоан
Жоан Жордан Морено (кат. Joan Jordán Moreno; 6 июля 1994, Реженкос, Испания) — испанский футболист, полузащитник клуба «Алавес».

## Клубная карьера
После ухода из «Побленсе», в возрасте 17 лет перешёл в академию футбольного клуба «Эспаньол» В сезоне 2 декабря 2012 году дебютировал за дубль в матче против «Олимпика» (0:2).
21 августа 2014 году Жордан подписал пятилетний контракт с клубом. Спустя девять дней он дебютировал за «Эспаньол» в матче против «Севильи» (1:2) выйдя на замену на 70 минуте.
Свой первый гол в Ла Лиги забил 10 января 2016 года в матче против «Эйбара» (1:2). 26 июля был отдан в аренду футбольному клубу «Реал Вальядолид» с правом выкупа в случаи выхода в высший дивизион.

## Достижения
«Севилья»
- Победитель Лиги Европы УЕФА (2): 2019/20, 2022/23